# Александър Андреев (журналист)
Вижте пояснителната страница за други личности с името Александър Андреев.
Александър Андреев Андреев е български журналист, писател и преводач. Ръководител на българската редакция на радио „Дойче веле“.

## Биография
Александър Андреев е роден на 10 юни 1956 година в София. Произхожда от лекарско семейство.
Завършва Немската гимназия и право в Софийския университет „Св. Климент Охридски“. Между 1979 и 1991 г. работи в БНР като репортер, редактор и водещ в програмите „Христо Ботев“ и „Хоризонт“. Между 1983 и 1986 г. е редактор и водещ на много нашумялото по това време предаване „Добър ден“ на програма „Христо Ботев“, а останалите шест до заминаването си в Германия е отговорен редактор в програмата. Заедно с Иван Кулеков пишe сценариите на друго известно предаване, „Звезди посред бял ден“.
От 1991 г. е редактор в Българската редакция на радио „Дойче Веле“ в Кьолн. От 2008 до 2022 г. е ръководител на българската редакция на радиото в Бон – отначало като временно изпълняващ длъжността, а после за постоянно.
През 2001 г. е поканен от тогавашния Национален съвет за радио и телевизия да се кандидатира за генерален директор на БНР, но отказва.
Негови статии излизат в многобройни издания в Белгия, Холандия, Великобритания, Австрия, Сингапур и Германия („Ди Цайт“, „Ди Велт“, „Тагесцайтунг“, „Франкфуртер Рундшау“), както и в редица международни собрници. Сътрудничи на радиостанции и телевизии в Германия и в България. Колумнист на вестник „Дневник“.
Бил е член на УС на Европейската академия за изследване на живота, интеграцията и гражданското общество EALIZ (Австрия), член е и на Европейския преводачески колегиум в Щрален (Германия), на Съюза на журналистите в Германия и на „Репортери без граници“.
Автор е на белетристичните книги „Степени на свобода“ (1986) и „Нови степени на свобода“ (1999; 2001) и на документалната „Заговорът на шпионите“ (1999). Романът „Нови степени на свобода“ е смятан за едно от големите литературни събития на десетилетието.
Превел е от немски над 20 книги от Гюнтер Грас, Райнер Мария Рилке, Фридрих Дюренмат, Томас Бернхард, Якоб Васерман и други, както и разкази и романи от Макс Фриш, Хайнрих Бьол, Гюнтер Грас, Петер Хертлинг, Илзе Айхингер и др. в периодични издания и сборници.
Владее немски, руски, английски, нидерландски и френски език.

## Възгледи
Веднага след предсрочните парламентарни избори в България през май 2013 г. прави изказване, че кризата в страната не е политическа, нито икономическа, а морална.

## Награди
Александър Андреев е отличаван за своята работа и като журналист, и като преводач.
Първата му награда като журналист е от Съюза на българските журналисти през 1985 г.
На фестивала „Международни медийни събития“ в Албена през 2001 г. получава Голямата награда за журналистическо разследване – за „Еврокорпус“.
През 2002 г. получава първа награда на фестивала „Сребърна вълна“ в Албена за предаването „Апострофи“ по радио „Дойче веле“.
Носител на наградата на „Златен будилник“ на програма „Христо Ботев“ на БНР (2005) – за всеотдайна работа, будителски дух и духовна подкрепа за националната програма за култура.
Носител е на голямата награда „Робер Шуман“, учредена от представителството на Европейската комисия в България с цел да поощрява професионалното отразяване в медиите на въпроси, свързани в Европейския съюз и насочени към повишаването на информираността на българското общество за мястото и ролята на България в европейската общност (2008).
През 1995 г. е отличен с Първа награда от Съюза на преводачите в България.
За превода на „Изличаване“ на Томас Бернхард е номиниран за наградата „Христо Г. Данов“ (2007).
За преводите си на „Моите награди“ и „Сеч. Една възбуда“ от Томас Бернхард получава Годишна награда за най-добър превод на Съюза на преводачите в България (2013).
Общо е удостояван четирикратно с награди от Съюза на преводачите в България.
Лауреат е и на Наградата за превод на Австрийското министерство на културата.

### Белетристика
- „Степени на свобода“ (1986)
- „Нови степени на свобода“ (1999; 2001)

### Документалистика
- „Заговорът на шпионите“ (1999)
- „Време и всичко“ (в съавторство с Андрей Райчев, 2018)

### Преводи
- Томас Бернхард. „Диханието“ (разкази и роман). София: Народна култура, 1983.
- Райнер Мария Рилке. „Записките на Малте Лауридс Бриге“ (роман). София: Народна култура, 1985, 264 с.
  - 2 изд. София: Лабиринт, 2013, 216 с.
- Гюнтер Грас. „Котка и мишка. Местна упойка. Срещата в Телгте“ (три романа). София: Народна култура, 1986, 550 с.
- Герт Хофман. „Разговор за коня на Балзак“ (новели). София: Народна култура, 1988, 248 с.
- Фридрих Дюренмат. „Правосъдие“ (роман). Пловдив: Христо Г. Данов, 1989, 189 с.
- Гюнтер Грас. „Вещателят“ (роман). София: Атлантис КЛ, 1994, 284 с.
- Якоб Васерман. „Каспар Хаузер или леността на сърцето“ (роман). София: Атлантис КЛ, 1994.
- Гюнтер Грас. „Ноемврийска земя“ (стихосбирка). София: Обсидиан, 1995, 88 с.
- Елис Каут. „Пумукъл“ (детски роман). София: Атлантис КЛ, 1995, 161 с.
- Елис Каут. „Пумукъл“ (детски роман, втора част). София: Атлантис КЛ, 1999.
- Гюнтер Грас. „Моето столетие“ (разкази). София: Атлантис КЛ, 2000, 280 с.
- Гюнтер Грас. „Рачешката“ (роман). София: Атлантис КЛ, 2002, 208 с. ISBN 954-9621-20-0 [15]
- Томас Бернхард. „Крушенецът“ (роман). София: Атлантис КЛ, 2003, 144 с. [16]
- Норберт Болц. „Консумистически манифест“ (социология). София: Критика и хуманизъм, 2004, 160 с.
- Томас Бернхард. „Изличаване“ (роман). София: Атлантис КЛ, 2007, 104 с. [17]
- Томас Бернхард. „Моите награди“ (роман). София: Атлантис КЛ, 2010, 104 с. [18]
- Томас Бернхард. „Сеч. Една възбуда“ (роман). София: Атлантис КЛ, 2012, 184 с. [19]